# Ptychodactidae
Ptychodactidae é uma família de cnidários antozoários da ordem Ptychodactiaria.